# 尼古拉·米利塔鲁
尼古拉·米利塔鲁（羅馬尼亞語：Nicolae Militaru；1925年11月10日—1996年12月27日），上将，毕业于莫斯科的“伏龙芝”军事学院，驻布加勒斯特集团军司令、克卢日-纳波卡集团军司令、工业建设部副部长。1989年罗马尼亚革命时期，加入到罗马尼亚救国阵线一边，之后曾出任罗马尼亚国防部长。1996年还曾参加竞选罗马尼亚总统，但选举开始不久就因病去世。